# Synaphea polymorpha
Synaphea polymorpha är en tvåhjärtbladig växtart som beskrevs av Robert Brown. Synaphea polymorpha ingår i släktet Synaphea och familjen Proteaceae. Inga underarter finns listade i Catalogue of Life.